# Озёрки (Озёрский сельсовет)
Озёрки — село в Тальменском районе Алтайского края России. Административный центр и единственный населённый пункт Озёрского сельсовета.

## История
Основано в 1760 году. В 1928 году состояло из 540 хозяйств, основное население которых — русские. В административном отношении являлось центром Озерковского сельсовета Белоярского района Барнаульского округа Сибирского края.
В окрестностях села в 1943 — 1944 году студией «Союздетфильм» снимался советский полнометражный чёрно-белый художественный фильм-сказка «Каще́й Бессме́ртный». Первый показ фильма прошёл в деревне Озёрки в сельском клубе. В широкий прокат фильм вышел 27 мая 1945 года. 

## Население
| 1926  | 1997  | 1998  | 1999  | 2000  | 2001  |
| ----- | ----- | ----- | ----- | ----- | ----- |
| 2501  | ↗4283 | ↗4297 | ↗4456 | ↗4462 | ↘4284 |
| 2002  | 2003  | 2004  | 2005  | 2006  | 2007  |
| ↗4288 | ↗4306 | ↗4424 | ↗4465 | ↘4409 | ↘4364 |
| 2008  | 2009  | 2010  | 2011  | 2012  | 2013  |
| ↗5060 | ↗5077 | ↗5082 | ↘5065 | ↗5117 | ↗5164 |
| 2014  | 2015  | 2016  | 2017  | 2018  | 2019  |
| ↗5257 | ↘5251 | ↗5304 | ↗5314 | ↗5319 | ↘5311 |
| 2020  | 2021  |       |       |       |       |
| ↘5302 | ↘4527 |       |       |       |       |

Национальный состав
Согласно результатам переписи 2002 года, в национальной структуре населения русские составляли 95 %.

## Известные уроженцы
- Долбышев, Михаил Дмитриевич  (1909—1997) — советский военачальник, полковник авиации.
- Черепанов, Алексей Андреевич  (1989—2008) — российский хоккеист.